# Pryocycla decoloraria
Pryocycla decoloraria är en fjärilsart som beskrevs av George Duryea Hulst 1886. Pryocycla decoloraria ingår i släktet Pryocycla och familjen mätare. Inga underarter finns listade i Catalogue of Life.